# Gårdtjärnen (Skorpeds socken, Ångermanland, 702082-159119)
Gårdtjärnen är en sjö i Örnsköldsviks kommun i Ångermanland och ingår i Ångermanälvens huvudavrinningsområde.